# Edmundo
Edmundo Alves de Souza Neto známý zkráceně jako Edmundo (* 2. duben 1971) je bývalý brazilský fotbalista a reprezentant.

## Reprezentační kariéra
Edmundo odehrál 37 reprezentačních utkání. S brazilskou reprezentací se zúčastnil Mistrovství světa 1998 ve Francii.

## Statistiky
| Brazílie | Brazílie | Brazílie |
| Roky     | Záp.     | Góly     |
| -------- | -------- | -------- |
| 1992     | 4        | 1        |
| 1993     | 5        | 1        |
| 1994     | 0        | 0        |
| 1995     | 12       | 5        |
| 1996     | 1        | 0        |
| 1997     | 5        | 2        |
| 1998     | 8        | 1        |
| 1999     | 0        | 0        |
| 2000     | 2        | 0        |
| Celkem   | 37       | 10       |